# Рене Декарт
Рене Декарт (на френски: René Descartes; на латински: Renatus Cartesius), известен още като Картезий, е френски философ, математик и физик. Спечелил световна слава най-вече със своите новаторски философски идеи, Декарт е известен и като създателя на декартовата координатна система, която повлиява върху развитието на съвременната аналитична геометрия и математически анализ.
Декарт, понякога наричан основоположник на съвременната философия и баща на съвременната математика, се нарежда сред най-влиятелните мислители в новата европейска история. Той вдъхновява както своите съвременници, така и следващите поколения философи, поставяйки началото на рационализма, водещото философско течение в Европа през 17 и 18 век.

## Биография

### Произход и юношество (1596 – 1618)
Декарт е роден на 31 март 1596 година в Ла Е ан Турен (днес Декарт), Централна Франция, в семейството на Жоашен Декарт – юрист с дребна благородническа титла, притежаващ земи в Шателро в хугенотската област Поату. Жан Брошар, майката на Рене Декарт, умира през 1597 година и, след като баща му се жени повторно в Рен, той е отгледан в Ла Е от баба си по майчина линия.
През 1604 година Рене Декарт е изпратен в йезуитския Кралски колеж „Анри Велики“ в Ла Флеш, основан по това време от крал Анри IV. След като завършва колежа през 1616 година, той следва в Университета на Поатие, където получава степените бакалавър и лисансие по право, тъй като баща му иска той да наследи юридическата му професия.
За следващите години от живота си Декарт по-късно пише:
| „ | Аз напълно се отказах от изучаването на книгите. Решавайки да не търся друго знание, освен това, което може да бъде открито у самия мен или в голямата книга на света, аз прекарах остатъка от моята младост пътувайки, посещавайки дворове и армии, смесвайки се с хора с различен темперамент и положение, събирайки разнообразен опит, изпитвайки себе си в ситуациите, които съдбата ми предлагаше, и размишлявайки през цялото време за това, което се изпречва на пътя ми, така че да извлека някаква полза от него. | “ |

### Пътувания в Европа (1618 – 1627)
През 1618 година Рене Декарт постъпва в армията на принц Морис Насауски, стадхаудер на Холандия и Зеландия, които водят Осемдесетгодишната война срещу Испания, но тъй като по това време между двете страни е сключено примирие, Декарт използва времето си, за да изучава математика. Така Декарт се запознава с учения Исак Бекман, директор на училището в Дордрехт, на когото посвещава един кратък трактат за музиката – „Musicae Compendium“. Бекман създава сложна математическа задача и за негово учудване решението за нея е намерено от младия Декарт. Двамата споделят убеждението, че е необходимо създаването на метод, който да свърже в дълбочина математиката и физиката.
През 1619 Декарт заминава за Германия и, докато е на служба при баварския херцог Максимилиан I, участва в битката при Бяла гора край Прага през ноември 1620 година.
През нощта на 10 срещу 11 ноември 1619 година, докато се намира в Нойбург на Дунав, Декарт изживява поредица от три съня или видения, за които по-късно твърди, че променят из основи живота му. Те го довеждат до заключението, че следването на науката за него ще бъде следване на истинската мъдрост и централна част от делото на живота му. Той също вижда съвсем ясно, че всички истини са свързани помежду си, така че откриването на една основополагаща истина и следването на логиката би отворило пътя към всички науки. Скоро той достига и до тази основополагаща истина – неговото известно „Cogito ergo sum“.
През 1622 година Рене Декарт се връща във Франция, а през следващите няколко години живее в Париж или пътува в различни части на Европа. Докато е в Париж, той пише първото си есе за метода – „Правила за насочване на разума“ („Regulae ad Directionem Ingenii“). През 1623 година посещава Ла Е и разпродава цялата си наследствена собственост там, инвестирайки средствата в облигации, които му осигуряват прилични доходи до края на живота му. През 1627 година той участва в обсадата на Ла Рошел от кардинал Ришельо.

### В протестантска Нидерландия (1628 – 1649)
През 1628 година Рене Декарт се връща в Съединените провинции, където живее до септември 1649 година. През този период той сменя често местожителството си, като сред местата, където пребивава са Дордрехт (1628), Франекер (1629), Амстердам (1629 – 1630), Лайден (1630), отново Амстердам (1630 – 1632), Девентер (1632 – 1634), отново Амстердам (1634 – 1635), Утрехт (1635 – 1636), отново Лайден (1636), Егмонд (1636 – 1638), Сантпорт (1638 – 1640), отново Лайден (1640 – 1641), Угстгест (1641 – 1643) и накрая Егмонд-Бинен (1643 – 1649).
През април 1629 година Декарт се записва във Франекерския университет, а година по-късно под името Пойтевин в Лайденския университет, където учи математика при Якоб Голий и астрономия при Мартин Хортензий. През октомври 1630 година влиза в конфликт с Исак Бекман, обвинявайки го, че е присвоил някои от идеите му.
В Амстердам има връзка с Хелена Янс ван дер Стром, прислужница, от която има дъщеря – Франсин Декарт, родена през 1635 година в Девентер, докато Декарт преподава в Утрехтския университет. Франсин умира през 1640 година от скарлатина.
Въпреки честите си местения, Декарт пише основните си трудове, с които предизвиква обрат в математиката и философията, именно по време на своя двадесетгодишен престой в Нидерландия. През 1633 година Галилео Галилей е осъден от Римокатолическата църква и Декарт се отказва от намерението си да публикува своя „Трактат за света“, върху който е работил през предходните четири години. Все пак през 1637 година той издава част от този текст като три отделни есета – „Метеори“ („Les Météores“), „Диоптрика“ („La Dioptrique“) и „Геометрия“ („La Géométrie“), заедно с общо въведение – неговото известно „Разсъждение за метода“ („Discours de la Métode“). В него той излага четири правила за мисленето, които трябва да осигурят, че познанието лежи на здрава основа.
През 1641 година Декарт публикува основния си труд в областта на метафизиката „Размишления за първата философия“ („Meditationes de Prima Philosophia“), написан на латински и предназначен за академичната аудитория. Последван е през 1644 година от „Принципи на философията“ („Principia Philosophiæ“), своеобразен синтез на „Размишления за първата философия“ и „Разсъждение за метода“.
През 1643 година картезианската философия е осъдена от Утрехтския университет и Декарт започва своята продължителна кореспонденция с принцеса Елизабет Пфалцка, посветена главно на етични и психологически въпроси. Във връзка с тази кореспонденция, през 1649 година той публикува „Страстите на душата“ („Les Passions de l'âme“), която посвещава на принцесата.
През 1647 година френският крал му отпуска пенсия. През същата година е публикуван френски превод на „Принципи на философията“, подготвен от абат Клод Пико. В предговора към това издание, посветено също на принцеса Елизабет Пфалцка, Декарт възхвалява философията като средство за постигане на мъдростта. Той описва четири обикновени начина за постигане на мъдростта, а накрая заявява, че има и пети, по-добър и по-сигурен: „да се търсят първите причини и истинските начала, от които може да се изведат обяснения на всичко, което сме способни да познаем“.

### Последни години (1649 – 1650)
През 1649 година Рене Декарт заминава за Швеция по покана на кралица Кристина и умира в Стокхолм от пневмония на 11 февруари 1650 година.
Тъй като е католик, а в Швеция официална религия е лутеранството, той е погребан в гробище за некръстени деца. По-късно останките му са преместени в Париж и погребани в абатството Сен Жермен де Пре. Въпреки че по време на Френската революция има планове останките му да бъдат пренесени в Пантеона, те така и не са осъществени.
Във Франция съчиненията на Декарт се печатат и тиражират без прекъсване от 17 век до днес. В задоволителен вид пълното им издание е осъществено за първи път от Шарл Адам и Пол Танери. Преводи са достъпни на всички европейски езици и много други.

## Философия
Рене Декарт често е сочен като първия мислител, акцентиращ върху рационалистичния подход в развитието на естествознанието. За него философията е система на мислене, която обхваща цялото познание, и той го изразява по следния начин:
| „ | Така цялата Философия е като дърво, в което Метафизиката е коренът, Физиката е стъблото, а всички други науки са клоните, които израстват от това стъбло и които се събират в три основни клона, а именно Медицина, Механика и Етика. Под наука за морала аз разбирам най-висшата и най-идеална наука, която, изхождайки от цялото познание на другите науки, е последната степен на мъдростта. | “ |

### Епистемология
В своето „Разсъждение за метода“ Декарт се опитва да дефинира фундаментална система от принципи, които могат да се приемат за истинни без никакво съмнение. Той прави опит да създаде такъв познавателен модел, безупречен във всяко отношение, който да даде основа за по-нататъшно развитие – „сигурни и прости правила, такива че всички, които строго се придържат към тях, никога няма да нарекат лъжата – истина и без безрезултатни усилия ще стигнат до истинното познание за това, което е познаваемо“. За да постигне това, Декарт използва метод, наричан понякога хиперболично или метафизично съмнение или методично съмнение: той отхвърля всички идеи, които могат да бъдат подложени на съмнение, а след това ги преутвърждава въз основа на несъмнените идеи, за да получи здрава основа за истинското познание.
Първоначално Декарт установява само един неподлежащ на съмнение принцип – мисленето съществува, а мисленето не може да бъде отделено от мен, следователно аз съществувам. Така той формулира известното твърдение „Cogito ergo sum“ („Мисля, значи съм“, често (некоректно) превеждано и като „Мисля, следователно съществувам“). Декарт заключава, че ако той се съмнява, следователно нещо или някой трябва да извършва съмняването, а оттам самият факт, че той се съмнява доказва неговото съществуване. „Простото значение на фразата е, че ако някой е скептичен към своето съществуване, това само по себе си доказва, че той съществува.“
Декарт заключава, че може да бъде сигурен, че съществува, тъй като мисли, но въпросът за формата на това съществуване остава открит. Той възприема своето тяло с помощта на усещанията, но те не могат да бъдат приети за надеждни. Така за него единственото несъмнено познание остава фактът, че той е мислещо нещо. Декарт дефинира „мисленето“ („cogitatio“), като това, „което става в мен, така че аз незабавно да го осъзнавам, в степента в която го осъзнавам“. Така мисленето е всяко действие на личността, което осъзнава незабавно.
За да демонстрира по-добре ограниченията на усещанията, Декарт излага т.нар. „Аргумент за восъка“. Той разглежда парче восък и усещанията го осведомяват, че то има някакви свойства, като форма, текстура, размер, цвят, миризма и така нататък. Когато восъкът се приближи до пламък, тези свойства се променят напълно. Но той продължава да възприема предмета като парче восък, въпреки че усещанията го осведомяват за напълно различни свойства. Следователно, за да разбере правилно природата на восъка, той трябва да остави настрана усещанията и да използва ума си. Така Декарт заключава:
| „ | ...единствено чрез съдната способност вложена в моя дух, аз разбирам онова, което смятах, че виждам с очите си. | “ |

По този начин в „Разсъждение за метода“ Декарт изгражда цялостна система на познание, отхвърляйки усещането като ненадеждно и признавайки само дедуктивния метод. В същото време в третото и петото от своите „Размишления за първата философия“ Декарт свързва гносеологичните си възгледи със своята религиозна философия. Тъй като Бог е добронамерен, човек може да има известно доверие в реалността, която му представят усещанията, тъй като Бог му е дал работещ ум и сетива, не за да го подвежда. От тази предпоставка Декарт в крайна сметка стига до възможността за придобиване на познание за света въз основа както на дедукцията, така и на усещанията. Така от гледна точка на епистемологията приносът на Декарт са идеи като строгото разбиране на фундационализма и възможността разумът да е единственият надежден метод за придобиване на познание, но в същото време той осъзнава, че опитът е необходим за проверката и валидирането на теориите:
| „ | Що се отнася до опитите, аз дори забелязах, че те стават толкова по-необходими, колкото повече напредваме в познанието. | “ |

Рене Декарт е автор и на едно възражение срещу скептицизма към съществуването на външния свят. Неговият аргумент е, че сетивните усещания достигат до него неволно. Те са външни за сетивата му и според него това доказва съществуването на нещо извън неговия ум, т.е. на външен свят. Той развива тезата си, смятайки че нещата във външния свят са материални, тъй като Бог не би го подвеждал с предаваните идеи и с това, че му е дал „склонност“ да вярва, че тези идеи са причинени от материални неща.
Потенцията за самото знание според Декарт е вложена у човека от самия Бог и присъства като „вродени принципи и идеи“, т.е. знанията, които са единни и всеобщи. Класическите мисловни процеси Декарт дефинира като „интуиция“ и „дедукция“. Под интуиция се разбират усилията на ума, в крайна сметка водещи към познанието на единното и на Бога. Интуицията е знание умствено и непосредствено. Дедукцията е логически извод, по необходимост произтича от предпоставките. Тя е знание опосредствено. Тя е елементарна – следвайки обратния път, тя ни дава познание за феномените, присъстващи в сетивния свят.
Гносеологичният идеал на Декарт е интуитивното познание на всички вродени истини – всеобщите и необходимите. Индукцията и дедукцията той разглежда като средство за интуитивно познание. В пълния си обем интуицията у Декарт се оказва непосредствено обхващане на многообразието на абсолютните истини в системно единство. Той предявява изискване към интуицията, а именно истините да се схващат „ясно и отчетливо“, едновременно, а не последователно. Рене Декарт обаче не вярва дали сами по себе си „яснотата и отчетливостта“ могат да гарантират абсолютната истинност на нашите всеобщи и необходими знания. Затова се позовава на Бога като творец на човешкия разум, чието могъщество е безгранично.
Разума, ума и интелекта Декарт тълкува като проявление на Божия разум, като генетично заложен познавателен модел, от който произхождат „допълнителните“ разбирания и понятия. Декартовата интуиция се състои именно в обхващането на всички външни явления, мисловни парадигми в едно единно цяло – само тогава те могат да бъдат до известна степен умопостигнати.
Декарт извежда и няколко практически правила, които дават възможност за надеждно систематично изследване:
1. Никога да не приемам за вярно нищо, за което не знам с очевидност, че то е такова, т.е. да избягвам старателно прибързаността и предубедеността и да включвам в съжденията си само онова, което би се представило на ума ми така ясно и отчетливо, че да нямам никакъв повод да го поставям под съмнение.
2. Да разделям всяка една от проучваните трудности на толкова части, на колкото е възможно и необходимо, за да я разреша по-добре.
3. Да спазвам винаги ред в мислите си, като започвам от най-простите и най-лесните за познаване предмети, за да се изкача малко по малко, като по стъпала, до познанието на най-сложните, и като приемам, че има ред дори и между ония, които естествено не се предхождат един друг.
4. Да правя навсякъде толкова пълни изброявания и такива общи прегледи, че да бъда уверен, че нищо не съм пропуснал.

### Метафизика
Метафизиката на Декарт е дуалистична. Дуализмът на субстанцията позволява по този начин на Декарт да създаде материалистичната физика (учение за протяжната субстанция) и идеалистическата психология (учение за мислещата субстанция). Бог се явява своеобразно свързващо звено между тях, като внася движението в природата и обезпечава всички нейни закони. Именно той се оказва един от създателите на класическата механика за първи път отъждествявайки природата с протяжността. Чрез него е създадена представата за природата като за гигантска механическа система, приведена в движение от първия двигател (Бог).
Субстанцията е централно понятие в рационалистическата метафизика на Декарт. Той я определя като вещ, която не се нуждае за своето съществуване от нищо друго освен от самата себе си, следователно субстанция се явява само Бог. Той различава два рода субстанции: духовна и материална. Духовната е неделима, а материята – делима до безкрайност. Основен атрибут на духовната субстанция е мисленето, а на материалната – протяжността. Освен атрибути, Декарт различава и модуси на субстанциите. Модуси на мисленето са въображение, чувства и желания. Модуси на протяжността са фигура, положение и движение.

### Религиозна философия
Като логическо следствие от разсъжденията на Декарт следва идеята за Бога. Онтологичният (или априорен) аргумент на Декарт цели да докаже съществуването на Бог с два семпли, но силни установени от него принципа. Представен в Петата Медитация, аргументът е базиран на два основни принципа в неговата философия - теорията за вродени идеи и доктрината за ясни и отчетливи идеи. 
1. Каквото възприемам ясно и отчетливо, че се съдържа в идеята за нещо, е истинно.
2. Ясно и отчетливо възприемам, че необходимото съществуване се съдържа идеята за Бог.
3. Следователно, Бог съществува.

Декарт не разчита на произволна дефиниция на Бог, а на вродена идея, чието съдържание е "дадено". Той представя идеята за бог като: перфектно, всемогъщо, вездесъщо, неизменно, безкрайно същество. Съществуването на Бог се извлича директно от идеята, че необходимото съществуване се съдържа в ясните и отчетливи идеи за върховно и перфектно същество. В действителност, Декарт формулира аргумента опростено от нуждата да го представи като очевидна и интуитивна аксиома, която не подлежи на философски предразсъдък. Въпреки това, той не счита за необходимо онтологичния аргумент да бъде по модел на Евклидово или аксиомно формално доказателство, от което следва, че теоремите се извличат от априори аксиоми и дефиниции. Съвсем обратното - той привлича вниманието към друг метод за установяване на истини, който не е дискурсивен. Този метод използва интуицията или еквивалента ѝ според Декарт - ясното и отчетливо възприятие. Възприятието се състои в разкриването на съдържанието на ясните и отчетливи идеи. Основата на този метод е абсолютната истина, установен от Декарт в Четвъртата Медитация. Спрямо абсолютната истина, представен в Петата Медитация, каквото е ясно и отчетливо възприемано като съдържанието на идея, то тогава то е истинно. Следователно, ако ясно и отчетливо възприемем, че необходимото съществуване се съдържа в идеята за върховно и перфектно същество, то тогава това същество съществува. 
Въпреки че Декарт поддържа становището, че съществуването на концепция за върховно и перфектно същество, интерпретирано като Бог съществува чрез интуиция, той представя онтологичния си аргумент формално. В контекстът на времевото издаване на този философски труд, Декарт се подчинява на схоластичната логика и представя два отделни варианта на онтологичния аргумент. Вторият вариант на онтологичния аргумент е най-често разглежданата форма:
1. Имам идея за върховно и идеално същество т.е. същество, което съдържа всичко форми на идеалност.
2. Необходимото съществуване е съвършенство.
3. Следователно, върховно и съвършено същество съществува.

Декарт се цели да покаже концептуалната свързаност между необходимото съществуване и божественото съвършенство. Важно е да се отбележи, че в Третата Медитация, в причинно-следствения си аргумент за същестуваването на Бог, медиаторът разкрива формите на идеалност - всемогъщество, непроменливост и т.н. 

### Етика
Етичните възгледи на Декарт могат да се проследят в неговите съчинения и писма. Като отделя в тази област теологията от рационалната философия, при обосноваването на нравствените истини Декарт се позовава на „естествената светлина“ на разума.
В „Разсъждение за метода“ (Discours de la méthode) у Декарт преобладава тенденция на търсене на здравата житейска мъдрост, при което явно оказва влияние стоицизмът. В писмата до принцеса Елизавета обаче той се опитва да изясни основните идеи на собствения си морал. Тези идеи са:
- идеята за „съвършеното същество като истински обект на любовта“;

- идеята за „противоположността на духа и материята“, която ни предписва да избягваме всичко телесно;

- идеята за „безкрайността на Вселената“, която ни предписва „издигане над всичко земно и смирение пред Божествената мъдрост“;

- накрая идеята „да сме солидарни с другите същества и с целия свят, за зависимостта ни от тях и за необходимостта да се жертваме за общото благо“.

В писма до Шаню по молба на кралица Кристина Декарт подробно отговаря на въпросите:
- Какво е любовта?

- Оправдава ли се любовта към Бога единствено от естествената светлина на разума?

- Коя крайност е по-лоша – безпорядъчната любов или безпорядъчната омраза?

Като различава интелектуалната любов от страстната, първата той вижда „в доброволното духовно единение на съществото с обекта като част от едно цяло с него“. Тази любов е в антагонизъм със страстта и желанието. Висшата форма на тази любов е любовта към Бога като безкрайно голямо цяло, от което ние сме само нищожна част. Оттук следва, че нашата душа може да обича Бога по силата на собствената си природа – това ѝ дава висши радости и унищожава всякакви желания в нея. Любовта, колкото и безпорядъчна, все пак е по-добра от омразата. Омразата е признак за слабост и страхливост. Смисълът на морала е да ни учи да обичаме това, което е достойно за любовта. Декарт напада тези, които заглушават своята съвест с вино и тютюн.

## Математика и физика
Сред най-трайните постижения на Рене Декарт е разработването на аналитичната геометрия, която използва алгебрични средства за описване и анализиране на геометрични обекти. Неговото име носи широко използваната декартова координатна система. Приносите на Декарт в тази област стават основа за последвалата поява на математическия анализ, началото на който е поставено от Исак Нютон и Готфрид Лайбниц с техните решения на задачата за намиране на допирателна.
Със своите математически трудове Декарт допринася и за формирането на някои от съвременните конвенции за математическа нотация. Така той въвежда конвенцията за обозначаване на неизвестните в уравненията с x, y и z, а на известните параметри – с a, b и c, както и за означаването на степенуването чрез поставяне на степенния показател в горен индекс. Широко практическо приложение има и теоремата на Декарт, даваща възможност за определяне на броя на положителните и отрицателни корени на произволен полином.
В областта на механиката Декарт описва ранна форма на закона за запазване на момента на импулса, но основните му приноси в естествените науки са в оптиката. Малко по-късно от Вилеброрд Снелиус, но независимо от него, той открива принципа на пречупването (закон на Снелиус) и е първият автор, който публикува този закон (в Диоптриката). Използвайки закона за пречупването и геометрични построения, Декарт демонстрира по-нататък, че ъгловият радиус на дъгата е 42 градуса.

## Религиозни възгледи
Религиозните възгледи на Рене Декарт са предмет на ожесточени спорове между изследователите. Самият той, макар че прекарва голяма част от живота си в протестантска среда, се обявява за вярващ католик и твърди, че една от целите на „Размишления за първата философия“ е именно защитата на християнската вяра. В съвременни биографии Декарт е описван като религиозен католик, запазил вярата си до своята смърт, наред с желанието за откриване на истината.
В същото време още по негово време Декарт е обвиняван, че прикрито се придържа към деистични или дори атеистични възгледи. Неговият съвременник Блез Паскал пише:
| „ | Аз не мога да простя на Декарт. В цялата негова философия Декарт прави всичко възможно, за да се освободи от Бог. Но Декарт не може да избегне това, да накара Бог да задвижи света с щракване на своите господарски пръсти. След това той вече няма нужда от Бог. | “ |

Още в 1642 г. Воеций (Voetius), ректорът на протестантския университет в Утрехт, постановява там забрана върху преподаването и обсъждане на картезиански идеи. С аргумента, че физиката на Декарт е несъвместима с доктрината за евхаристията, през 1663 г. папската власт включва писаното от Декарт в Указателя на забранените (за католиците) книги.

## Произведения
- 1618: „Compendium Musicae“ („Компендиум на музиката“)
Трактат върху музикалната теория и естетиката на музиката, написан за Исак Бекман. Публикуван посмъртно през 1656 г.

- 1626 – 1628: „Regulae ad directionem ingenii“ („Правила за насочване на разума“)
Остава недовършена и е публикувана посмъртно през 1684 г.

- 1630 – 1633: „Le Monde“ („Светът“) и „L'Homme“ („Човекът“)
Първо систематично изложение на натурфилософията на Декарт. Публикавани са посмъртно, съответно през 1664 и 1662 година.

- 1637: „Discours de la méthode“ („Разсъждение за метода“)
Въведение към сборника „Есета“, включващ „Диоптрика“, „Метеори“ и „Геометрия“.

- 1637: „La Géométrie“ („Геометрия“)
Основният труд на Декарт в областта на математиката.

- 1641: „Meditationes de prima philosophia“ („Размишления за първата философия“, известна също като „Метафизически размишления“)
През 1647 г. е издадена и в превод на френски, вероятно правен без участието на Декарт. Първото издание включва шест възражения и отговори, а публикуваното година по-късно второ издание включва още едно възражение и отговор, както и „Писмо до Дине“.

- 1644: „Principia philosophiae“ („Принципи на философията“)
Подготвена е като университетски учебник, който да замени използваните по това време аристотелиански учебници. През 1647 година излиза и превод на френски, изготвен под наздора на автора, който включва и писмо-предговор до принцеса Елизабет Пфалцка.

- 1647: „Notae in programma“
Отговор до някогашния ученик на Декарт Хенрик Регий.

- 1647: „La description du corps humain“ („Описание на човешкото тяло“)
Незавършен трактат по анатомия, публикуван посмъртно.

- 1648: „Responsiones Renati Des Cartes...“
Бележки от дискусия на Декарт с теолога Франс Бюрман, открити и публикувани през 1896 г.

- 1649: „Les passions de l'âme“ („Страстите на душата“)
Посветена на принцеса Елизабет Пфалцка.

- 1657: „Correspondance“ („Кореспонденция“)
Публикувана посмъртно от Клод Клерселие. Най-пълно е третото издание от 1667 г., макар че и то не включва повечето материали с математическа тематика.

## Преводи на български език
На български език първите преводи от съчиненията на Декарт се появяват в края на 19 век. Едно по-обемисто (730 стр.) академично издание е направено в 1978, a няколко години по-късно излиза и отделен превод на Геометрията. Откъси от текстове на Декарт са включени в различни сборници и учебни помагала.
Томът Избрани философски произведения съдържа:
- Правила за ръководството на ума
- Светът или Трактат за светлината
- Разсъждение за метода
- Размишление върху първата философия[29]
- Начала на философията
- Страстите на душата